# Kaido Külaots
Kaido Külaots est un joueur d'échecs estonien né le 28 février 1976 à Pärnu.
Au 1er février 2019, il est le numéro un estonien avec un classement Elo de 2 542 points.

## Biographie et carrière
Grand maître international depuis 2001, Külaots a remporté dix fois le championnat d'Estonie (en 1999, 2001, 2002, 2003, 2008, 2009, 2010, 2014, 2020 et 2023). Il fut premier ex æquo de l'open de Cappelle-la-Grande en 2004, premier ex æquo du mémorial Paul Kérès à Tallinn en 2004 et premier ex æquo du mémorial Gedeon Barcza en 2008.
En février 2019, il remporta l'Open Aeroflot au départage avec 7 points sur 9 devant l'Arménien Haïk Martirossian.
Il a représenté l'Estonie lors de sept olympiades (de 1998 à 2010) et de trois championnats d'Europe par équipe (il jouait au premier échiquier à partir de 2005).
Il participa deux fois à la Coupe du monde d'échecs : en 2017 (battu au premier tour par Nikita Vitiougov) et 2019 (battu au premier tour par le Croate Saša Martinović).